# Ghadżar
Ghadżar (hebr.: ע'ג'ר; arab. غجر) – samorząd lokalny położony w Dystrykcie Północnym, w Izraelu.
Miasteczko leży u podnóża wschodnich stoków góry Hermon, w obrębie Wzgórz Golan, na samej granicy z Libanem.

## Historia
Do 1967 wioska Ghadżar należała do Syrii. Sąsiadowała ona z małą libańską wioską Wazzani. Podczas wojny sześciodniowej w 1967 wojska izraelskie zajęły Wzgórza Golan, a wioska Ghadżar pozostała przez dwa i pół miesiąca na tzw. „ziemi niczyjej”. Liban odmówił wzięcia odpowiedzialności za wioskę, ponieważ wcześniej było to terytorium Syrii. W tym okresie dużej niepewności, wyjechało stąd do Syrii 350 mieszkańców. Przywódcy lokalnej społeczności przeprowadzili negocjacje z izraelskimi władzami i Izrael zgodził się wziąć odpowiedzialność za Ghadżar.
Gdy w 1978 izraelskie wojska wkroczyły do południowego Libanu (operacja „Litani”), wioska Ghadżar rozrosła się. Wioska stała się ważnym strategicznym punktem na granicy z Libanem. W 1981 mieszkańcy wyrazili zgodę by stać się obywatelami Izraela. W maju 2000 Izraelczycy ostatecznie wycofali się z terytorium Libanu. Wówczas ponad połowa mieszkańców wioski pozostała na terytorium Libanu.
Libańska część wioski Ghadżar została zajęta przez szyicką organizację terrorystyczną Hezbollah, która wybudowała na granicy z Izraelem system podziemnych bunkrów. 21 listopada 2005 terroryści z Hezbollahu zaatakowali izraelskie pozycje przy wiosce Ghajar. Była to pierwsza próba porwania izraelskich żołnierzy. Podobna operacja Hezbollahu, doprowadziła w 2006 do wybuchu drugiej wojny libańskiej. Opanowano wówczas ponownie północną część wsi. W listopadzie 2010 roku Izrael zgodził się na opuszczenie północnej części, pomimo sprzeciwu mieszkańców.

## Demografia
Zgodnie z danymi Izraelskiego Centrum Danych Statystycznych w 2006 roku w osadzie żyło 2,1 tys. mieszkańców, wszyscy Arabowie (z wyznania alawici).
Populacja osady pod względem wieku (dane z 2006):
| Wiek (w latach) | Procent populacji |
| --------------- | ----------------- |
| 0-4             | 13,8%             |
| 5-9             | 12,2%             |
| 10-14           | 13,4%             |
| 15-19           | 10,3%             |
| 20-29           | 22,2%             |
| 30-44           | 17,4%             |
| 45-59           | 7,4%              |
| ponad 60        | 3,3%              |

Źródło danych: Central Bureau of Statistics.